# Pinalia ventricosa
Pinalia ventricosa är en orkidéart som först beskrevs av Leav., och fick sitt nu gällande namn av Wally Suarez och James Edward Cootes. Pinalia ventricosa ingår i släktet Pinalia och familjen orkidéer.
Artens utbredningsområde är Filippinerna. Inga underarter finns listade i Catalogue of Life.